# Platyoides venturus
Platyoides venturus är en spindelart som beskrevs av Norman I. Platnick 1985. Platyoides venturus ingår i släktet Platyoides och familjen Trochanteriidae.
Artens utbredningsområde är Kanarieöarna. Inga underarter finns listade i Catalogue of Life.